# Eucalandra
Eucalandra är ett släkte av skalbaggar. Eucalandra ingår i familjen Dryophthoridae.
Kladogram enligt Catalogue of Life:
| Eucalandra | \| \| Eucalandra setulosa \| \| \| \| |
|            | \| \| Eucalandra setulosa \| \| \| \| |
|            | Eucalandra setulosa                   |
|            |                                       |